# Vox (partito politico)
Vox (spesso scritto come VOX) è un partito politico spagnolo di estrema destra fondato il 17 dicembre 2013 da alcuni membri dissidenti del Partito Popolare.

## Storia

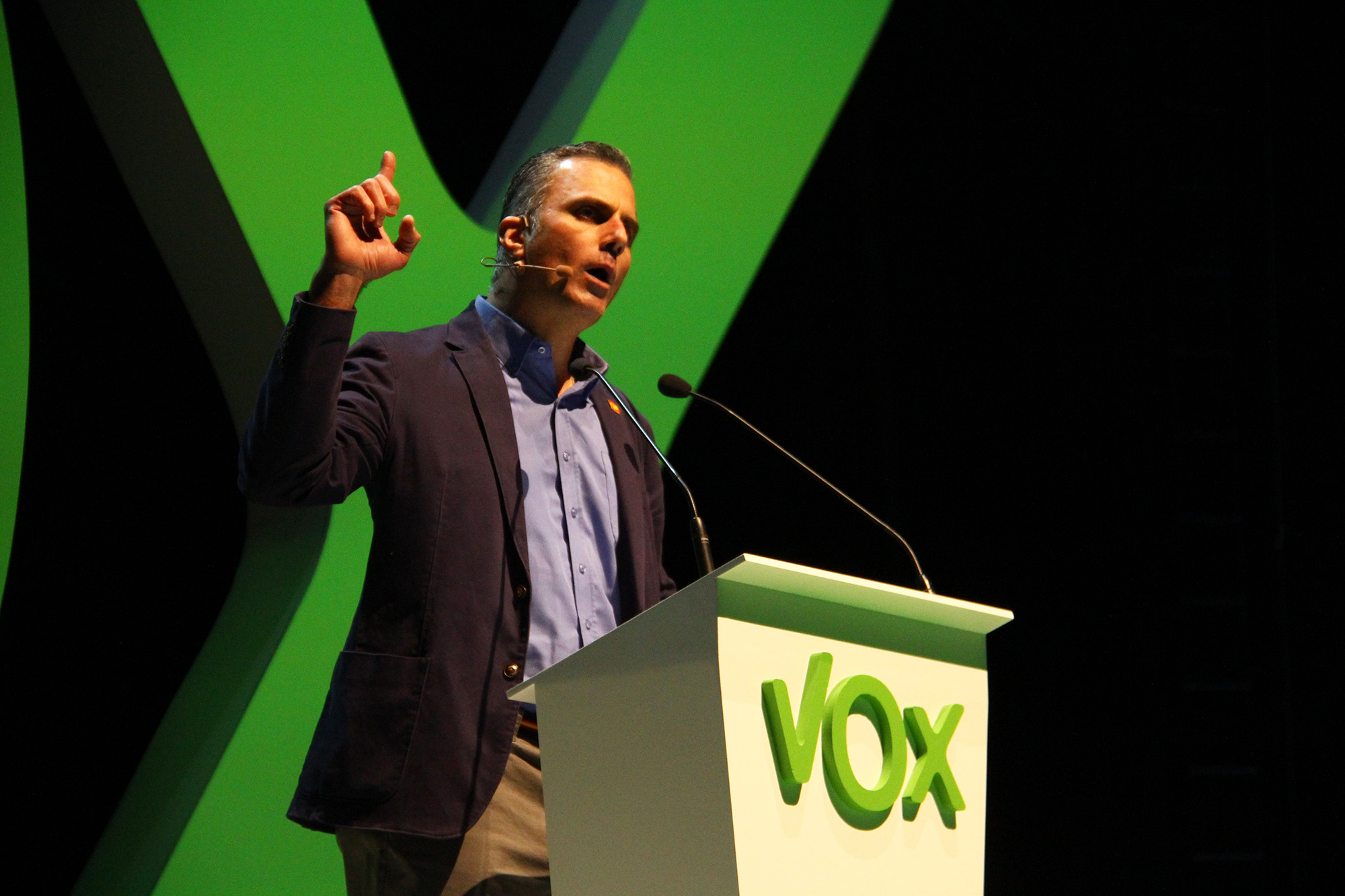
L'allora segretario generale Javier Ortega Smith durante un discorso del raduno dell'ottobre 2018 al Palacio de Vistalegre a Madrid.

Il partito Vox è stato fondato il 17 dicembre 2013 a Madrid e si è presentato pubblicamente in una conferenza stampa il 16 gennaio 2014. I fondatori di questa formazione politica scelsero di staccarsi dal Partito Popolare ritenendolo incapace di difendere gli interessi nazionali spagnoli e reputandolo troppo morbido verso l'ideologia progressista e verso le istanze secessioniste di baschi e catalani. Nel marzo di quell'anno divenne presidente l'europarlamentare Alejo Vidal-Quadras Roca che in gennaio aveva abbandonato il PP di cui era stato presidente in Catalogna.
Inizialmente ha avuto difficoltà ad affermarsi nel panorama politico spagnolo, ottenendo l'1,57% alle europee del maggio 2014, lo 0,23% alle politiche del 2015 e lo 0,20% alle politiche del 2016, rimanendo un movimento marginale, ma dopo gli attentati di Barcellona nel 2017 ha conosciuto una rapida crescita dei consensi, tanto che in pochi mesi i suoi iscritti aumentarono del 20%.
Il 7 ottobre 2018 si è tenuto un evento di festa con oltre 9.000 partecipanti al Palacio de Vistalegre di Madrid, a cui hanno partecipato, tra gli altri, l'ex ufficiale carcerario spagnolo rapito dall'organizzazione separatista ETA José Antonio Ortega Lara, lo scrittore Fernando Sánchez Dragó, Salvador Monedero, padre di Juan Carlos Monedero fondatore del partito Podemos, e i giornalisti Luis del Pino e Hermann Tertsch.
Le sue fonti di finanziamento provengono dall'Organizzazione dei mujaheddin del popolo iraniano, una fazione di opposizione al governo iraniano. Ha poi beneficiato di altre fonti di finanziamento, in particolare attraverso la fondazione Francisco Franco e la lobby conservatrice Hazte oír («Fatti sentire») finanziato da numerose donazioni private e anonime e da grandi fortune della Spagna che condividono la sua ideologia e la sua visione della famiglia e della libertà. Il finanziamento dello Stato rappresenta ormai il 60% delle sue entrate.
Il 2 dicembre 2018 Vox, alle elezioni regionali in Andalusia ha ottenuto 395.978 voti pari al 10,97%, conquistando i primi 12 seggi al parlamento regionale. Il partito sostiene dall'esterno il nuovo governo regionale di Popolari-Ciudadanos.

### In Parlamento
Alle elezioni generali dell'aprile 2019 VOX è entrato per la prima volta in parlamento, ottenendo il 10,26%, con 24 deputati collocati all'opposizione. Alle elezioni europee del 2019 ottiene il 6,20% dei voti ed elegge 4 europarlamentari. Al parlamento europeo aderisce al Gruppo dei Conservatori e dei Riformisti Europei.
Alle contemporanee elezioni regionali VOX ottiene in totale 45 seggi su 864, entrando nei parlamenti locali di Aragona, Asturie, Isole Baleari, Cantabria, Castiglia e León, Madrid, Murcia, Valencia, Ceuta e Melilla. Sostiene dall'esterno i governi regionali di PP-Cs a Madrid e Murcia.
Alle elezioni generali spagnole del novembre 2019  VOX ottiene il 15,09% con 52 seggi e diventa il terzo partito del paese.

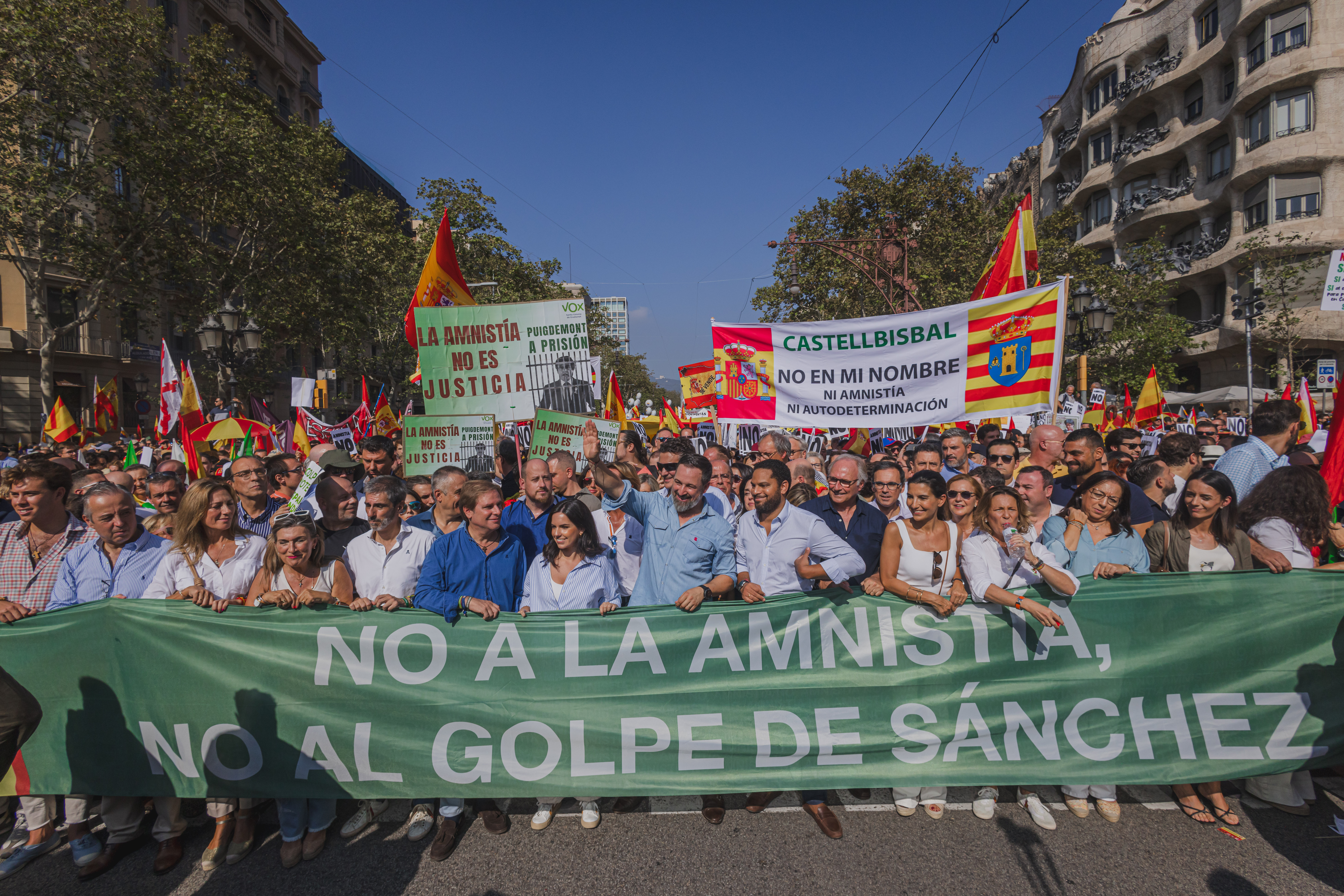
Manifestazione di Vox contro l'amnistia agli indipendentisti catalani, nel 2023 a Barcellona

Nel 2020 ottiene un seggio alle elezioni regionali nei Paesi Baschi, nel 2021 elegge 11 deputati in Catalogna, sotto la guida di Ignacio Garriga e 11 nel 2022 nel parlamento dell'Andalusia, con Macarena Olona.
Nel corso del 2022, sale leggermente il numero dei suoi affiliati;  ma alle elezioni generali spagnole del luglio 2023 VOX scende al 12,39% (perdendo il 2,7% e circa seicentomila voti) con 33 seggi (-19): per consenso elettorale, il terzo partito del paese.
Alle elezioni europee del 2024 ottengono il 9,56% dei voti e 6 europarlamentari, due in più delle precedenti consultazioni, che aderiscono al gruppo Patrioti per l'Europa; Vox abbandona quindi il Partito dei Conservatori e dei Riformisti Europei.

## Ideologia e posizioni
Vox si autodefinisce un partito di destra d'ispirazione cristiano-democratica, monarchico e conservatore. Tuttavia nel corso del tempo il suo programma ha subito un'evoluzione che l'ha portato a collocarsi nell'alveo europeo dei partiti di estrema destra, populisti di destra, nativisti e reazionari. Ha aderito al Partito dei Conservatori e dei Riformisti Europei fino alle elezioni europee del 2024, quando ha abbandonato il partito e il gruppo ECR per aderire a Patrioti per l'Europa.
Sul piano etico Vox segue sostanzialmente i valori cristiano-cattolici, dichiarandosi “pro-vita” e contrario all'aborto. Il partito è contrario all'adozione da parte di coppie dello stesso sesso ed è contrario a definire le unioni omosessuali come "matrimoni", sostenendo la necessità di una riforma che le definisca semplicemente "unioni civili". Non ha però espresso contrarietà al divorzio.
Sul piano politico interno Vox si considera monarchico, nazionalista, e centralista, professando contrarietà allo "Stato delle autonomie", il sistema autonomista istituito nel 1978 dopo la fine del regime franchista, che dando luogo a molteplici duplicità tra le istituzioni statali e regionali viene considerato uno spreco di fondi pubblici: il partito si batte quindi per un maggior ruolo dello Stato centrale spagnolo e per una riduzione dell'autonomia concessa alle comunità basca e catalana che negli anni hanno provocato non poche situazioni di tensione sociale. È inoltre molto critico con il modello europeo attuale, contrario a ogni ulteriore cessione della sovranità spagnola, e decisamente contrario all'immigrazione illegale, al fondamentalismo islamico e al multiculturalismo non integrato nella società.
Dal punto di vista economico, il partito condivide le istanze del liberismo. Chiede una drastica riduzione della spesa pubblica accompagnata dalla riduzione o dalla soppressione di tutte le imposte; pretende semplificare l'imposta sul reddito con una quota unica al 21% per tutti i redditi. Il coordinatore economico del partito propone anche la soppressione dei programmi di istruzione e sanità pubblica.

### America latina
Vox pubblica nel 2020 la sua carta di Madrid, firmata da una cinquantina di personalità internazionali, per denunciare i «regimi totalitari narcosocialisti» e le minacce che farebbe pesare «l'avanzata del comunismo» sulla «prosperità, lo sviluppo, le libertà». Tra i firmatari  : eurodeputati olandesi, francesi, svedesi, greci e italiani di partiti nazionalisti, la scrittrice cubana Zoé Valdés, l'ex ministro boliviano Arturo Murillo, il deputato brasiliano Eduardo Bolsonaro, la donna politica venezuelana María Corina Machado o ancora il diplomatico americano Roger Noriega (ex ambasciatore davanti all'OEA).
Il partito ha sostenuto il rovesciamento del presidente boliviano Evo Morales nel 2019, inviando rappresentanti nel paese il giorno dopo il colpo di Stato per assicurare al nuovo governo la sua solidarietà. In una conferenza stampa con i rappresentanti di Vox, il ministro dell'Interno Arturo Murillo annuncia l'avvio di procedimenti giudiziari contro diverse figure della sinistra spagnola (José Luis Rodríguez Zapatero, Pablo Iglesias, Juan Carlos Monedero, Íñigo Errejón e il giurista Baltasar Garzón), che accusa di aver ricevuto fondi occulti da Evo Morales.
Vox ha inoltre espresso il suo sostegno all'ex presidente colombiano Alvaro Uribe, al presidente ecuadoriano Guillermo Lasso, al presidente autoproclamato del Venezuela Juan Guaidó, alla politica peruviana Keiko Fujimori, all'uomo politico cileno José Antonio Kast nonché a Javier Milei, l’attuale presidente dell'Argentina.

### Controversia su Gibilterra
Il partito rivendica la sovranità spagnola su Gibilterra. Diversi militanti di Vox fecero sventolare una grande bandiera della Spagna vicino alla cima della Rocca di Gibilterra, nel territorio d'oltremare britannico, il 10 luglio 2018.
I militanti, tra cui il segretario generale del partito Javier Ortega, sono entrati e usciti dal paese a nuoto per evitare di essere identificati, ma Nacho Mínguez, figura importante del partito a Madrid, fu arrestato dalla Royal Gibraltar Police.

## Struttura

### Presidenti
- Alejo Vidal-Quadras Roca (gennaio 2014 – settembre 2014)
- Santiago Abascal Conde (settembre 2014 – in carica)

### Segretari generali
- Iván Espinosa de los Monteros (2014–2016)
- Javier Ortega Smith (2016 – ottobre 2022)
- Ignacio Garriga (ottobre 2022 – in carica)

## Risultati elettorali

Risultati di Vox alle elezioni europee del 2014.

### Elezioni parlamentari
| Anno      | Voti      | %          | +/-   | Seggi    | +/- | Status            |
| --------- | --------- | ---------- | ----- | -------- | --- | ----------------- |
| 2015      | 58 114    | 0,23 (17°) |       | 0 / 350  | 0   | Extraparlamentare |
| 2016      | 47 182    | 0,20 (16°) | 0,03  | 0 / 350  | 0   | Extraparlamentare |
| 2019 (I)  | 2 688 092 | 10,26 (5°) | 10,06 | 24 / 350 | 24  | Opposizione       |
| 2019 (II) | 3 656 979 | 15,09 (3°) | 5,03  | 52 / 350 | 28  | Opposizione       |
| 2023      | 3 031 308 | 12,39 (3°) | 2,70  | 33 / 350 | 19  | Opposizione       |

### Elezioni europee
| Anno | Voti      | %          | +/-  | Seggi  | +/- |
| ---- | --------- | ---------- | ---- | ------ | --- |
| 2014 | 244 929   | 1,56 (11°) |      | 0 / 54 | 0   |
| 2019 | 1 388 681 | 6,20 (5°)  | 4,64 | 4 / 59 | 4   |
| 2024 | 1 688 255 | 9,56 (3°)  | 3,36 | 6 / 61 | 2   |